# Lockheed L-1049 Super Constellation
Lockheed L-1049 Super Constellation je štirimotorno ameriško prestižno propelersko potniško letalo z dolgim dosegom proizvajalca Lockheed. L-1049 je bil Lockheedov odgovor na Douglas DC-6. Uporabljala ga je tudi ameriška mornarica in ameriške letalske sile USAF kot transportno in AWACS letalo. Skupaj so zgradili skoraj 600 letal. Prvi polet je bil 14. julija 1951. Super Constellation ima daljši trup in večjo kapaciteto od predhodnika Lockheed L-049 Constellation. Obe letali imata lahko prepoznavni trojni vertikalni rep. Velja za najboljše potniško letalo svojega časa.

## Tehnične specifikacije (L-1049C)
Podatki iz Lockheed Constellation:From Excalibur to Starliner.
Splošne karakteristike
- Posadka: 4
- Število sedežev: 47-106 pornikov
- Dolžina: 113 ft 7 in (34,62 m)
- Razpon kril: 123 ft (37,49 m)
- Višina: 24 ft 9 in (7,54 m)
- Površina kril: 1 650 sq ft (153,29 m2)
- Vitkost: 9,17
- Teža praznega letala: 69 000 lb (31.300 kg)
- Maks. vzletna teža: 120 000 lb (54.431 kg)
- Pogon letala: 4 ×  zvezdasti motor Wright R-3350 972-TC-18DA-1, 3.250 KM (2.245 kW)  vsak

 Zmogljivost 
- Maks. hitrost: 330 mph (531 km/h)
- Potovalna hitrost: 304 mph (489 km/h)
- Doseg: 5 150 mi (8.288 km)
- Višina leta: 25 700 ft (7.833 m)